# История Европейского союза

1952-2007: Расширение ЕС

Идея создания Соединённых Штатов Европы впервые возникла после войны за независимость США. В то же время, в противоположность установкам Наполеона на насильственно-военное объединение Европы, Александр I в концепции Священного союза выдвинул идею консолидации европейских наций и государств на принципах добровольности и приоритета духовно-религиозных ценностей.
Идея объединения Европы получила новую жизнь после Второй мировой войны, когда о необходимости её осуществления заявил Уинстон Черчилль, призвавший 19 сентября 1946 года в своей речи в Цюрихском университете к созданию «Соединённых штатов Европы», аналогичных Соединённым Штатам Америки. Как результат, в 1949 году был создан Совет Европы — организация, существующая до сих пор. Совет Европы, однако, был (и остаётся) чем-то вроде регионального эквивалента ООН, сосредоточившим свою деятельность на проблемах обеспечения прав человека в европейских странах.

## Первый этап
9 мая 1950 года министр иностранных дел Франции Робер Шуман предложил создать франко-германское объединение угля и стали. Эта декларация открыла путь к европейской интеграции. 5 и 9 мая отмечаются как День Европы.
18 апреля 1951 года ФРГ, Бельгия, Нидерланды, Люксембург, Франция и Италия подписали в Париже Договор о Европейском объединении угля и стали (ECSC — European Coal and Steel Community) сроком на 50 лет. Договор вступил в силу в июле 1952 года. Его основные цели: создание общего рынка угля и стали, модернизация и повышение эффективности производства в угольной и металлургической промышленности, улучшение условий труда и решение проблем занятости в этих отраслях. Договор был призван укрепить мир в Европе и создать предпосылки для тесного объединения народов. Поставив под международный контроль добычу угля и производство стали, участники договора решали две задачи: они способствовали модернизации национального хозяйства (основой которого тогда служила металлургия и тяжёлая промышленность), а также устраняли возможность подготовки одной из стран к новой войне.
Великобритания отказалась участвовать в ЕОУС из опасения ограничения национального суверенитета.
С целью углубления экономической интеграции те же шесть государств в 1957 году учредили Европейское экономическое сообщество (ЕЭС, Общий рынок) (EEC — European Economic Community) и Европейское сообщество по атомной энергии (Euratom — European Atomic Energy Community). ЕЭС был создан в первую очередь как таможенный союз шести государств, призванный обеспечить свободу перемещения товаров, услуг, капиталов и людей. Евратом должен был способствовать объединению мирных ядерных ресурсов этих государств. Самым важным из этих трёх европейских сообществ являлось Европейское экономическое сообщество, так что позднее (в 1990-е годы) оно стало именоваться просто Европейским сообществом (EC — European Community).
ЕЭС было учреждёно Римским договором 1957 года, который вступил в силу 1 января 1958 года. В 1959 году членами ЕЭС был создан Европейский парламент — представительный консультативный, а позднее и законодательный орган.
Процесс развития и превращения этих европейских сообществ в современный Европейский союз происходил путём одновременных структурной эволюции и институциональной трансформации в более сплочённый блок государств с передачей всё большего числа функций управления на наднациональный уровень (так называемый процесс европейской интеграции, или углубления союза государств), с одной стороны, и увеличения числа участников европейских сообществ (и позднее Европейского союза) с 6 до 28 государств (расширения союза государств).

## Второй этап
В январе 1960 года Великобритания и ряд других стран, не вошедших в ЕЭС, сформировали альтернативную организацию — Европейскую ассоциацию свободной торговли. Великобритания, однако, вскоре поняла, что ЕЭС — гораздо более эффективное объединение, и приняла решение о вступлении в ЕЭС. Её примеру последовали Ирландия и Дания, чья экономика существенно зависела от торговли с Великобританией.
Первая попытка была в 1961—1963, однако, закончилась неудачей в связи с тем, что французский президент де Голль наложил вето на решение о вступлении новых членов в ЕЭС. Аналогичным был результат и переговоров о вступлении в 1966—1967.
В 1967 году три европейских сообщества (Европейское объединение угля и стали, Европейское экономическое сообщество и Европейское сообщество по атомной энергии) объединились в Европейские сообщества.
Дело сдвинулось с мёртвой точки лишь после того, как генерала Шарля де Голля в 1969 году сменил Жорж Помпиду. После нескольких лет переговоров и адаптации законодательства Великобритания вступила в ЕС 1 января 1973 года. Первый план ЕС по единой валюте датируется 1970 годом. Для поддержания монетарной стабильности члены ЕС решили позволить своим валютам колебаться друг против друга только в узких пределах. Этот механизм обменного курса (ERM) являлся первым шагом на пути к введению евро.
В 1970-е годы усиливается борьба с загрязнением. ЕС принимает законы по защите окружающей среды, введя впервые понятие «загрязнитель платит». Были основаны влиятельные организации, такие, как Greenpeace. В 1972 году прошли референдумы о вступлении в ЕС Ирландии, Дании и Норвегии. Население Ирландии (83,1 %) и Дании (63,3 %) поддержали присоединение к ЕС, но в Норвегии это предложение не получило большинства (46,5 %). Однако в Дании народ проголосовал на референдуме о вхождении лишь после обещаний правительства не переходить на единую валюту евро, поэтому в Дании до сих пор в обращении датская крона. Предложение о вступлении в 1973 году поступило и Израилю. Однако из-за войны «Судного дня» переговоры были прерваны. Для того, чтобы показать свою солидарность, лидеры ЕС создали Европейский фонд регионального развития. Его цель состоит в том, чтобы перевести деньги от богатых к бедным регионам, чтобы улучшить дороги и коммуникации, в привлечении инвестиций и создании рабочих мест. На этот вид деятельности приходится треть всех расходов ЕС. А в 1975 году вместо членства в ЕЭС Израиль подписал договор об ассоциативном сотрудничестве (членстве).
Греция подала заявку на вступление в ЕС в июне 1975 года и стала членом сообщества 1 января 1981 года.
В 1979 году были проведены первые прямые выборы в Европейский парламент. Граждане ЕС непосредственно избирают членов Европарламента впервые. Ранее они были делегированы национальными парламентами. Члены сидят в общеевропейских политических группах (социалисты, консерваторы, либералы, зелёные и т. д.), а не в национальных делегациях. Влияние парламента постоянно растёт.
В 1985 году Гренландия получила внутреннее самоуправление и после референдума вышла из ЕС.
Португалия и Испания подали заявки в 1977 году и стали членами ЕС с 1 января 1986 года.
В феврале 1986 года в Люксембурге был подписан Единый европейский акт, реформировавший Европейское сообщество и поставивший цель создать к 1 января 1993 года единый рынок стран — членов ЕС.

## Третий этап
В 1992 году все государства, входившие в Европейское сообщество, подписали Договор о создании Европейского союза — Маастрихтский договор. Маастрихтский договор учредил три опоры ЕС (pillars):
1. Экономический и валютный союз (ЭВС),
2. Общую внешнюю политику и политику безопасности (ОВПБ),
3. Общую политику в области внутренних дел и юстиции.

В 1994 году в Австрии, Финляндии, Норвегии и Швеции проводятся референдумы о вступлении в ЕС. Большинство норвежцев вновь голосует против.
Австрия, Финляндия (с Аландскими островами) и Швеция становятся членами ЕС с 1 января 1995 года.
Членами Европейской ассоциации свободной торговли остаются лишь Норвегия, Исландия, Швейцария и Лихтенштейн.
В 1997 году членами Европейского сообщества был подписан Амстердамский договор (вступил в силу в 1999 году). Основные изменения по Амстердамскому договору касались:
- общей внешней политики и политики безопасности
- создания «пространства свободы, безопасности и правопорядка»
- координации в области правосудия, борьбы с терроризмом и организованной преступностью.

## Четвёртый этап
9 октября 2002 года Европейская комиссия рекомендовала 10 государств-кандидатов на вступление в ЕС в 2004 году: Эстонию, Латвию, Литву, Польшу, Чехию, Словакию, Венгрию, Словению, Кипр, Мальту. Население этих 10 стран составило около 75 млн; их совместный ВВП по паритету покупательной способности — примерно 840 млрд долларов США, примерно равный ВВП Испании.
Это расширение ЕС можно назвать одним из самых амбициозных проектов ЕС на настоящее время. Кипр был включён в этот список, поскольку на этом настояла Греция, которая в противном случае угрожала наложить вето на весь план в целом.
По завершении переговоров между «старыми» и будущими «новыми» членами ЕС положительное окончательное решение было объявлено 13 декабря 2002 года. Европейский парламент утвердил решение 9 апреля 2003 года.
16 апреля 2003 года в Афинах 15 «старыми» и 10 «новыми» членами ЕС был подписан Договор о присоединении. В девяти государствах (за исключением Кипра) были проведены референдумы, а затем подписанный Договор был ратифицирован парламентами.
1 мая 2004 года Эстония, Латвия, Литва, Польша, Чехия, Словакия, Венгрия, Словения, Кипр, Мальта стали членами Евросоюза. Вступление Кипра в ЕС произошло после референдума, проводившегося одновременно в обеих частях острова, и в то время как население непризнанной Турецкой Республики Северного Кипра в большинстве своём проголосовало за реинтеграцию острова в единое государство, процесс объединения был заблокирован греческой стороной, выразившей несогласие с условиями т. н. Плана Аннана, узаконивавшего результаты оккупации севера острова турецкими войсками. В итоге Кипр был принят в ЕС с примечанием, что север острова временно находится вне контроля Республики Кипр.

## Новейшая история
После присоединения к ЕС десяти новых стран, уровень экономического развития которых заметно ниже среднеевропейского, лидеры Евросоюза оказались в положении, когда основной груз бюджетных расходов на социальную сферу, дотации сельскому хозяйству и т. д. ложится именно на них. В то же время эти страны не желают увеличивать долю отчислений в общесоюзный бюджет сверх определённого документами ЕС уровня в 1 % ВВП.
Вторая проблема состоит в том, что после расширения Евросоюза менее эффективным оказался действовавший до сих пор принцип принятия важнейших решений консенсусом. На референдумах во Франции и в Нидерландах в 2005 году проект единой Конституции ЕС был отклонён, и весь Евросоюз по-прежнему живёт по целому ряду основополагающих договоров.
21 февраля 2005 года Европейский союз подписал план действий с Украиной. Вероятно, это стало результатом того, что к власти на Украине пришли силы, внешнеполитическая стратегия которых направлена на вступление в Евросоюз. В то же время, по мнению руководства ЕС, о полноправном членстве Украины в Евросоюзе пока говорить не стоит, так как новой власти необходимо сделать очень много, чтобы доказать, что на Украине существует полноценная демократия, отвечающая мировым стандартам, и провести политические, экономические и социальные реформы.
17 декабря 2005 года официальный статус кандидата на вступление в ЕС был предоставлен бывшей югославской Республике Македонии (с начала 2019 года официально именуется Северная Македония).
1 января 2007 года состоялось очередное расширение Евросоюза — вхождение в него Болгарии и Румынии. Евросоюз прежде предупреждал эти страны, что Румынии и Болгарии предстоит ещё немало сделать в области борьбы с коррупцией и реформирования законодательства.
1 июля 2013 года 28-м членом Евросоюза стала Хорватия.
23 июня 2016 года 52 % британцев проголосовали за выход из Европейского союза. Выход этой страны из ЕС состоялся 31 января 2020 года, тем самым Великобритания стала первой страной, вышедшей из состава Европейского союза после 47 лет своего членства.
28 февраля 2022 года Украина подала заявку на досрочное вхождение в Европейский союз. 23 июня Украина и Молдова официально стали кандидатами. 14 декабря 2023 года статус кандидата также получила Грузия. Предположительный график вхождения в ЕС новых членов, включая западнобалканские страны и других восточноевропейских кандидатов, ориентирован на достижение ими соответствия требованиям к государствам — членам ЕС к 2030 году.
В сентябре 2023 года международная группа экспертов, собранная по инициативе Германии и Франции, представила проект институционной реформы Европейского союза. Важное место в проекте занимали рекомендации об отказе от требований о единогласной поддержке решений по изменению принятых соглашений. Проект также включал рекомендации по процессу постепенной интеграции новых членов ЕС, получившие условное название «многоскоростная Европа» (англ. multi-speed Europe) и включающие деление европейского пространства на несколько «кругов». Эта часть проекта вызвала критику со стороны сторонников расширения ЕС и кандидатов в новые члены.